# Oerend hard
Oerend hard ist der erste Hit der niederländischen Rockband Normaal. Die Single erschien am 30. April 1977 (B-Seite: Hij hef geliek).
Das Lied wurde von den Bandmitgliedern Bennie Jolink und Ferdi Jolij geschrieben. Aufgenommen wurde die Nummer unter der Leitung des Musikproduzenten Adri-Jan Hoes auf seinem eigenen Musiklabel Killroy (ein Sublabel seines Verlags Telstar). Vermutlich ist Oerend Hard die erste Single in den niederländischen Hitparaden, die in Mundart, der Streektaal- en Dialectmuziek verfasst wurde.

## Inhalt
Der Text des Liedes, wie er auf der Rückseite der Platte abgedruckt ist, handelt von einem (fiktiven) tödlichen Verkehrsunfall. Dieser ereignet sich nach dem Besuch einer Motocross-Veranstaltung in der Nähe von Hengelo (Gelderland) auf dem (realen) seit 1946 genutzten Gelände des Landguts de Hoenderkamp in der Gemeinde Bronckhorst, genannt t’Zand (im Lied ortsbeschreibend als „’t Hengelse Zand“ besungen). Die Motorradfahrer Bertus „auf seiner Norton“ und Tinus „auf der BSA“ hatten zuvor etwas von einer Motocrossveranstaltung „geheurd“. Also fahren sie „oerend hard“ (etwa: irre schnell) dorthin, versehen mit der Beistrophe, dass für sie langsam fahren als Zeitverschwendung gilt. Bei der Veranstaltung betrinken sie sich und fahren dann wieder zurück. Natürlich „oerend hard“, denn so wären sie „früher zu Hause“. An die Gefahr denken sie nicht, sie halten sich für „König auf der Strecke“ und alles sei erlaubt. Allerdings fährt vor ihnen ein ebenfalls angetrunkener Motorradfahrer gemächlichen Wegs, „der die [mögliche] Geschwindigkeit seines Motorrades nicht kennt“. Bertus fährt ihm auf und Tinus kurze Zeit später ebenfalls. Das Lied schließt vor dem Schlussrefrain mit der gedämpft vorgetragenen Strophe, dass man von diesen Leuten nie wieder etwas hören wird und sie nie wieder „irre schnell“ fahren werden. Dann wird die Musik wieder energiereicher und der bekannte Refrain wiederholt, nun aber geändert auf „Wir fahren oerend hard“.

## Hitnotierungen

### Nederlandse Top 40
| Oerend hard in der Nederlandse Top 40 – Einstieg 30-04-1977 | Oerend hard in der Nederlandse Top 40 – Einstieg 30-04-1977 | Oerend hard in der Nederlandse Top 40 – Einstieg 30-04-1977 | Oerend hard in der Nederlandse Top 40 – Einstieg 30-04-1977 | Oerend hard in der Nederlandse Top 40 – Einstieg 30-04-1977 | Oerend hard in der Nederlandse Top 40 – Einstieg 30-04-1977 | Oerend hard in der Nederlandse Top 40 – Einstieg 30-04-1977 | Oerend hard in der Nederlandse Top 40 – Einstieg 30-04-1977 | Oerend hard in der Nederlandse Top 40 – Einstieg 30-04-1977 | Oerend hard in der Nederlandse Top 40 – Einstieg 30-04-1977 | Oerend hard in der Nederlandse Top 40 – Einstieg 30-04-1977 | Oerend hard in der Nederlandse Top 40 – Einstieg 30-04-1977 | Oerend hard in der Nederlandse Top 40 – Einstieg 30-04-1977 |
| Woche                                                       | 1                                                           | 2                                                           | 3                                                           | 4                                                           | 5                                                           | 6                                                           | 7                                                           | 8                                                           | 9                                                           | 10                                                          | 11                                                          |                                                             |
| ----------------------------------------------------------- | ----------------------------------------------------------- | ----------------------------------------------------------- | ----------------------------------------------------------- | ----------------------------------------------------------- | ----------------------------------------------------------- | ----------------------------------------------------------- | ----------------------------------------------------------- | ----------------------------------------------------------- | ----------------------------------------------------------- | ----------------------------------------------------------- | ----------------------------------------------------------- | ----------------------------------------------------------- |
| Nummer                                                      | 19                                                          | 10                                                          | 4                                                           | 3                                                           | 2                                                           | 5                                                           | 5                                                           | 10                                                          | 13                                                          | 33                                                          | 37                                                          | uit                                                         |

### Nationale Hitparade
| Oerend hard in der Nationale Hitparade – Einstieg: 30-04-1977 | Oerend hard in der Nationale Hitparade – Einstieg: 30-04-1977 | Oerend hard in der Nationale Hitparade – Einstieg: 30-04-1977 | Oerend hard in der Nationale Hitparade – Einstieg: 30-04-1977 | Oerend hard in der Nationale Hitparade – Einstieg: 30-04-1977 | Oerend hard in der Nationale Hitparade – Einstieg: 30-04-1977 | Oerend hard in der Nationale Hitparade – Einstieg: 30-04-1977 | Oerend hard in der Nationale Hitparade – Einstieg: 30-04-1977 | Oerend hard in der Nationale Hitparade – Einstieg: 30-04-1977 | Oerend hard in der Nationale Hitparade – Einstieg: 30-04-1977 | Oerend hard in der Nationale Hitparade – Einstieg: 30-04-1977 |
| Woche                                                         | 1                                                             | 2                                                             | 3                                                             | 4                                                             | 5                                                             | 6                                                             | 7                                                             | 8                                                             | 9                                                             |                                                               |
| ------------------------------------------------------------- | ------------------------------------------------------------- | ------------------------------------------------------------- | ------------------------------------------------------------- | ------------------------------------------------------------- | ------------------------------------------------------------- | ------------------------------------------------------------- | ------------------------------------------------------------- | ------------------------------------------------------------- | ------------------------------------------------------------- | ------------------------------------------------------------- |
| Nummer                                                        | 14                                                            | 7                                                             | 4                                                             | 3                                                             | 2                                                             | 4                                                             | 11                                                            | 15                                                            | 21                                                            | uit                                                           |

### Evergreen Top 1000
| Evergreen Top 1000 „Oerend hard“ | Evergreen Top 1000 „Oerend hard“ | Evergreen Top 1000 „Oerend hard“ | Evergreen Top 1000 „Oerend hard“ | Evergreen Top 1000 „Oerend hard“ | Evergreen Top 1000 „Oerend hard“ | Evergreen Top 1000 „Oerend hard“ | Evergreen Top 1000 „Oerend hard“ | Evergreen Top 1000 „Oerend hard“ | Evergreen Top 1000 „Oerend hard“ | Evergreen Top 1000 „Oerend hard“ | Evergreen Top 1000 „Oerend hard“ | Evergreen Top 1000 „Oerend hard“ | Evergreen Top 1000 „Oerend hard“ | Evergreen Top 1000 „Oerend hard“ | Evergreen Top 1000 „Oerend hard“ | Evergreen Top 1000 „Oerend hard“ | Evergreen Top 1000 „Oerend hard“ |
| Jahr                             | 2008                             | 2009                             | 2010                             | 2011                             | 2012                             | 2013                             | 2014                             | 2015                             | 2016                             | 2017                             | 2018                             | 2019                             | 2020                             | 2021                             | 2022                             | 2023                             | 2024                             |
| -------------------------------- | -------------------------------- | -------------------------------- | -------------------------------- | -------------------------------- | -------------------------------- | -------------------------------- | -------------------------------- | -------------------------------- | -------------------------------- | -------------------------------- | -------------------------------- | -------------------------------- | -------------------------------- | -------------------------------- | -------------------------------- | -------------------------------- | -------------------------------- |
| Position                         | -                                | -                                | -                                | -                                | -                                | -                                | -                                | 806                              | 586                              | 426                              | 476                              | 420                              | 401                              | 454                              | 387                              | 519                              | 444                              |

### NPO Radio 2 Top 2000
| Künstler | Titel       | Jahr | Höchste Position | 99  | 00  | 01  | 02  | 03 | 04  | 05 | 06  | 07  | 08  | 09  | 10  | 11  | 12  | 13  | 14  | 15  | 16  | 17  | 18  | 19 | 20  | 21  | 22  | 23  | 24  |
| -------- | ----------- | ---- | ---------------- | --- | --- | --- | --- | -- | --- | -- | --- | --- | --- | --- | --- | --- | --- | --- | --- | --- | --- | --- | --- | -- | --- | --- | --- | --- | --- |
| Normaal  | Oerend hard | 1977 | 82               | 126 | 149 | 169 | 106 | 95 | 117 | 82 | 107 | 119 | 101 | 226 | 214 | 302 | 256 | 275 | 271 | 186 | 336 | 343 | 330 | 88 | 255 | 345 | 340 | 371 | 405 |

## Andere Versionen
- Von Oerend Hard wurden auch Coverversionen oder Parodien erstellt, u. a. durch die Sendung Koefnoen (AVRO), welche von 2004 bis 2016 im niederländischen Fernsehen lief.
- Selbst brachten Normaal im Frühjahr 1985 eine Live-Version heraus. Die Single wurde im März 1985 in Toldijk, Achtmaal und Barchem aufgenommen und erreichte neben der Nederlandse Top 40 und der Nationale Hitparade auch die TROS Top 50 (seinerzeit wurden drei Hitlisten auf Hilversum 3 vorgestellt).
- Bei späteren Konzerten wurde der Text auch mal auf Oerend Zacht (Äußerst behutsam) abgeändert, weil hier nun Bertus und Tinus als Einbrecher vorgestellt wurden.

## Weiteres
- Der fiktive Text ist insoweit nicht ausgedacht, da die Bandmitglieder von Normaal, allesamt begeisterte Motorradfahrer, durchaus selbst des Öfteren Stürze und Unfälle erlitten.
- Auf dem Sender SBS6 wurde 2000 unter dem Titel „Oerend Hard“ eine 45-minütige Sendung über die Bauernfeste auf dem Land ausgestrahlt.
- Auf dem Hengelse Zand wurden ab 1989, nach dem Verkauf des Bauernhofes, keine Motocrossveranstaltungen mehr durchgeführt. Man wich aus auf den nur einen Kilometer entfernten Varsselring. Allerdings scheint es ab 2024 wieder vereinzelt Veranstaltungen auf dem alten Gelände zu geben.[5]
- Bennie Jolink sagte in der Sendung Andere Tijden Sport, dass Bertus ursprünglich Gertman heißen sollte, als Ehrbeweis an den erfolgreichen Motocrosser Gerrit Wolsink (der mit ihm in dieser Sendung auftrat). Auf Drängen seiner Produzenten änderte Jolink den Namen auf Bertus.[6]
- Radio-DJ Frits Spits, selbst studierter Niederlandistiker, startete in seiner Sendung De Avondspits auf Hilversum 3 eine Umfrage, woher das Wort Orend hard denn stammen möge; lexikalisch ließ sich das nicht lösen. Das Ergebnis zeigte auf, dass es eine Wortschöpfung von Normaal selbst sein könnte, ähnlich dem von ihnen kreierten Wort Høken, was Spaß haben bedeuten soll.[7] In der Kultursendung Kunststof erklärte Jolink, dass der den Begriff oerend hard als Kind oft verwandt habe, sehr zum Verzücken der Umstehenden.[8]